# Schreiner Group
Die Schreiner Group GmbH & Co. KG ist ein international tätiges deutsches Familienunternehmen mit Hauptsitz in Oberschleißheim bei München, das auf die Entwicklung und Produktion von Funktionsteilen, Kennzeichnungslösungen und selbstklebenden Spezialetiketten spezialisiert ist.

## Geschichte
1951 gründeten Theodor und Margarethe Schreiner die Firma M. Schreiner als Spezialfabrik für geprägte Siegelmarken und Etiketten. Anfang der 1960er Jahre experimentierte Helmut Schreiner als Druckereileiter des elterlichen Unternehmens mit Haftmaterial auf Prägepressen. Nach einigen Umbauten wurden erstmals Selbstklebeetiketten in Serie produziert. 
1961 firmierte M. Schreiner zu Etiketten Schreiner um. Helmut Schreiner war zunächst Prokurist, bis er die Firma 1974 übernahm. Die Namensänderung im Jahr 1984 in Schreiner Etiketten- und Selbstklebetechnik entsprach dem veränderten Produktportfolio. 1993 zog das Unternehmen mit damals 160 Mitarbeitern vom Münchner Stadtteil Fasanerie-Nord nach Oberschleißheim im Norden Münchens. Zehn Jahre später beschäftigte das Unternehmen 500 Mitarbeiter und errichtete 2008 einen weiteren Produktionsstandort in Blauvelt im US-Bundesstaat New York sowie 2015 in Shanghai, China. Seit 2019 unterhält die Schreiner Group zudem einen Produktionsstandort in Dorfen.
Im September 2012 übernahm mit Roland Schreiner die dritte Generation der Familie Schreiner die Geschäftsführung der Schreiner Group. 
Die Schreiner Group verfügt über 70.000 Quadratmeter Betriebsfläche. 2021 erzielte das Unternehmen einen Umsatz von ca. 200 Millionen Euro, bei einem Exportanteil von 68 Prozent. Das Unternehmen liefert Produkte in rund 50 Länder. Mehr als 1.300 Mitarbeiter sind weltweit an vier Standorten tätig.
| Jahr | Umsatz in Mio. | Mitarbeiter |
| ---- | -------------- | ----------- |
| 1974 | 2,5 DM         | 50          |
| 1980 | 3,7 EUR        | 50          |
| 1990 | 13,5 EUR       | 130         |
| 2000 | 50,7 EUR       | 400         |
| 2010 | 100 EUR        | 700         |
| 2012 | 125 EUR        | 800         |
| 2014 | 145 EUR        | 900         |
| 2016 | 170 EUR        | 1100        |
| 2019 | 190 EUR        | 1100        |
| 2021 | 196 EUR        | 1200        |
| 2024 | 220 EUR        | 1300        |

## Branchen und Produkte
Das Unternehmen entwickelt und produziert maßgeschneiderte Produkte und Lösungen für Kunden aus der pharmazeutischen Industrie und Medizintechnik, Technischen Industrie, Logistik, Automotive- und Elektronikbranche sowie für Banken und Behörden. Zum Portfolio zählen individuelle Kennzeichnungs- und Folienlösungen sowie Funktions- und Sicherheitsetiketten mit integrierten Technologien (z. B. RFID).
Zu den beim Endverbraucher bekanntesten Produkten zählen die Feinstaubplakette, das Rubbeletikett für den Versand von PINs, Siegel für Fahrzeugpapiere und andere Dokumente sowie Etiketten mit abnehmbaren Teiletiketten zur Dokumentation von Impfungen. 
Die unterschiedlichen Branchen und Technologien bieten eine große Vielfalt an Kombinationsmöglichkeiten für individuelle und innovative Produkte: Das Produktportfolio der Schreiner Group umfasst mehr als 300 verschiedene Funktionsteile, Kennzeichnungslösungen und Spezialetiketten. Außerdem hält das Unternehmen zahlreiche Patente für Etikettenlösungen, wie zum Beispiel für ein Spritzenetikett mit integriertem Nadelschutz, für Membrane zum Druckausgleich oder für Schutzetiketten zum sicheren PIN-Versand.
Für die Herstellung der Etiketten verwendet die Schreiner Group die meisten gängigen Druckverfahren, wie Buchdruck, Digitaldruck, Flexodruck, Heißprägedruck, Offsetdruck und Siebdruck sowie Kombinationen daraus.

## Unternehmen
Die Schreiner Group fungiert als Dachmarke für drei Geschäftsbereiche, die für spezifische Märkte zuständig sind und über eine eigene Vertriebsorganisation verfügen:
- Schreiner MediPharm realisiert Lösungen für die Healthcare-Industrie
- Schreiner ProTech realisiert Lösungen für die technische Industrie
- Schreiner PrinTrust realisiert Lösungen für Sicherheit und Authentifizierung

Diese Geschäftsbereiche sind mit den sogenannten „Competence Center“ verzahnt, in denen das Technologiewissen beheimatet ist. 
- Schreiner ProSecure sind Experten für Sicherheitstechnologien
- Schreiner LogiData sind Experten für RFID und NFC
- Schreiner Services sind Experten für Verarbeitungssysteme
- Schreiner Digital Solutions sind Experten für digitale Services[7]